# Jean Laroche
Pour les articles homonymes, voir Laroche.
Jean Laroche, né le 3 juillet 1921 à Nantes et mort le 21 août 2010 à Nantes, est un poète français. Sa poésie a mis en miroir l’homme et la nature, en évoluant vers toujours plus de dépouillement.

« Artiste Jean Laroche dont la forte intériorité (déjà si évidente dans ses premiers livres) s'affirmera au cours du temps et des publications pour atteindre une densité remarquable. Artiste l'homme qui cherchera dans le dessin un moyen auxiliaire d'expression. Artiste le poète dont le regard ne dénature pas l'aspect des choses mais l'exalte et nous le restitue.
L'élaboration d'une poésie concentrée et destinée à l'essentiel (c'est ce que l'on dit) incite irrésistiblement le poète aux restrictions et à l'ascèse.
De là un mépris affiché pour les agréments et les complaisances de style. On appelle ça le dépouillement. C'est à juste titre une des vertus les plus sacralisées de la poésie contemporaine. Cependant tout comme les médailles les vertus ont un revers. Il convient donc d'être prudent.
La poésie ne résistant pas à une trop grande raréfaction de la matière la fameuse « économie de moyens » doit être strictement contrôlée. Heureusement pour lui (et pour nous), Jean Laroche a gardé le contrôle ; s'il est allé très loin dans la voie du dépouillement, il a su mesurer les risques et conjurer le péril. Pour tout dire il s'est maintenu pour le mieux aux limites du possible. »

— Norbert Lelubre, extrait de Le roncier de mémoire - préface

## Publications
- L’Éclat du ciel, dans Revue moderne, 1950
- On n’oublie pas le jour, Éditions Seghers, 1953
- Mémoire d’été, dans Cahiers de Rochefort, 1954
- Passager de l’avril, illustrations de Geneviève Couteau, Éditions Chiffoleau, 1955
- Ces mains vers l'aube, Éditions Chiffoleau, 1957
- La musique est aveugle, Éditions Traces, 1972
- Solitude de l’imaginaire, dessins de Cadou-Rocher, Éditions Archipel, 1972
- Solaire-en-Bonnieux, en collaboration avec Robert Momeux, dessins de Françoise Laux, dans Cahiers des viviers du vent, 1975
- Regard sur l’œil, Éditions Archipel, 1976
- Impasses bleues, Éditions Traces, 1982
- Le Roncier de mémoire, Éditions du Petit Véhicule, 1999  (ISBN 978-2842731373)

## Distinctions
- 1953 : Prix René-Guy-Cadou